# Francis Ching
Francis Ching ou Frank Ching nasceu em 1943, nasceu e cresceu no Havaí. Ele recebeu seu B.Arch. da Universidade de Notre Dame em 1966. É um autor reconhecido de livros que abordam gráficos de arquitetura e design. Os Livros de Ching têm sido amplamente influentes e continuam a moldar a linguagem visual de todos os campos do design. Ele é professor emérito na Universidade de Washington.
Depois de vários anos de prática, em 1972, ele se juntou ao corpo docente da Universidade de Ohio para ensinar desenho. Com o intuíto de apoiar suas palestras em gráficos arquitetônicos, Ching  desenhou e escreveu à mão as suas anotações de aula. 
Estas notas foram mostradas para a editora, Van Nostrand Reinhold, e foram publicadas, em 1974, em uma versão editada como gráficos de arquitetura. 
Ching passou a produzir outros doze livros, incluindo Construção Illustrated e Arquitetura: Forma, Espaço e Ordem.
Impressão de Ching foi adotado pela Adobe em sua família de fontes Tekton.
Ching foi, durante um tempo, um membro da faculdade de arquitetura da Universidade de Wisconsin-Milwaukee. 
Até o final da década de 1980 ele começou a lecionar na Universidade de Washington, no Departamento de Arquitetura. 
Tornou-se professor titular em 1991. 
Para os próximos 15 anos, ele sempre ensinou introdutório de arquitetura de estudios e dirigiu suas aulas de introdução de gráficos. 
Em 2006 se aposentou, embora ele tenha continuado a ensinar em regime de tempo parcial até 2011. Ching agora detém o posto de Professor Emérito.
Ele ensinou como um membro do corpo docente visitante no Instituto de Tecnologia de Tóquio, em 1990, e na Universidade Chinesa de Hong Kong, em 1993.
Ching recebeu o grau honorário de Doutor em Design de Nottingham Trent University, a SY Chung Visiting Fellowship, New Asia College, Universidade Chinesa de Hong Kong, e uma citação de Excelência em Internacional de Arquitetura Book Publishing.
Ching recebeu a Comenda Especial do Júri no Cooper-Hewitt Prémios Nacionais de Design 2007, e um Prêmio de Honra AIA 2007 Institute for Achievement Collaborative.
Livros
A seguinte lista inclui os livros de Frank Ching publicados em Inglês, muitos de seus livros foram traduzidos em uma ou mais línguas.
•Ching, Frank (Francis D.K.), Architectural Graphics, Van Nostrand Reinhold, New York 1975; 2nd ed. 1985; 3rd ed. 1996; 4th ed. John Wiley, New York 2003; 5th ed. 2009 ISBN 0-471-20906-6
•Ching, Frank (Francis D.K.), Architecture: Form, Space & Order, Van Nostrand Reinhold, New York 1975, 2nd ed. 1996, 3rd ed. John Wiley, Hoboken 2007; ISBN 0-471-75216-9
•Ching, Frank (Francis D.K.), and Winkel, Steven R., Building Codes Illustrated: A Guide to Understanding the 2000 International Building Code, John Wiley, Hoboken 2003; ISBN 0-471-09980-5
•Ching, Frank (Francis D.K.), and Winkel, Steven R., Building Codes Illustrated: A Guide to Understanding the 2006 International Building Code, John Wiley, Hoboken 2007; ISBN 0-471-74189-2
•Ching, Frank (Francis D.K.), Building Construction Illustrated, Van Nostrand Reinhold, New York 1975, 2nd ed. 1991 (Cassandra Adams, co-author), 3rd ed. John Wiley, New York 2003 (Cassandra Adams, co-author); ISBN 0-471-35898-3
•Ching, Frank (Francis D.K.), with Juroszek, Steven P., Design Drawing, Van Nostrand Reinhold, New York 1998, ISBN 0-442-01909-2
•Ching, Frank (Francis D.K.), Drawing: A Creative Process, Van Nostrand Reinhold, New York 1990, ISBN 0-442-31818-9
•Ching, Frank (Francis D.K.), Jarzombek, Mark M., and Prakash, Vikramaditya, A Global History of Architecture, John Wiley, Hoboken 2007, ISBN 0-471-26892-5
•Ching, Frank (Francis D.K.), and Miller, Dale E., Home Renovation, Van Nostrand Reinhold, New York, 1983, ISBN 0-442-21591-6
•Ching, Frank (Francis D.K.), Interior Design Illustrated, Van Nostrand Reinhold, New York 1987; 2nd ed. John Wiley, Hoboken 2005 (co-author Corky Binggell), ISBN 0-471-47376-6
•Ching, Frank (Francis D.K.), Sketches from Japan, Wiley, New York 2000, ISBN 0-471-36360-X
•Ching, Frank (Francis D.K.), A Visual Dictionary of Architecture, Van Nostrand Reinhold, New York 1995, ISBN 0-442-00904-6
•Onouye, Barry, Zuberbuhler, Douglas, and Ching, Frank, Building Structures Illustrated: Patterns, Systems, and Design, John Wiley & Sons, New York, 2009.